# Ray Luzier
Ray Luzier (Pittsburgh, 14 giugno 1970) è un batterista statunitense, membro dei Korn dal 2008.

## Biografia
Iniziò a suonare la batteria all'età di 5 anni, partecipando negli anni successivi ai concerti del gruppo jazz della sua high school.
Nel 1988 si trasferì ad Hollywood dove seguì i corsi della prestigiosa Musicians Institute. Qualche anno dopo aver conseguito la laurea, rientrò all'interno della Musicians Institute come insegnante (dal 1992 al 2001), dove diede lezioni private sullo stile rock.
Tra il 1997 e il 2005 è stato il batterista di David Lee Roth, per poi suonare con il trio fusion The Hideous Sun Demons con Toshi Hiketa e James LoMenzo. Proprio con Sheehan e Hiketa, Luzier partecipò all'annuale NAMM di Anaheim, durante il quale si esibirono Dean DeLeo e Robert DeLeo dei Stone Temple Pilots come parte di una band improvvisata messa insieme da Steve Ferrone. Dopo aver visto le abilità di Luzier, i fratelli DeLeo lo invitarono a partecipare al progetto musicale chiamato Army of Anyone, formato con Richard Patrick (cantante dei Filter).

### Korn
Dopo l'abbandono da parte di David Silveria, alcuni noti batteristi hanno temporaneamente fatto parte del gruppo, tra cui Terry Bozzio e Joey Jordison. Qualche anno dopo Luzier si presentò alle audizioni suonando con il chitarrista James "Munky" Shaffer e il bassista Reginald "Fieldy" Arvizu, i quali oltre ad essere rimasti soddisfatti dal suo stile, si stupirono anche delle modifiche e dei miglioramenti apportati ai pezzi. Decisero quindi di farlo subito entrare nella band.
Luzier esordì con i Korn il 13 gennaio 2008 a Dublino inizialmente come turnista, ma nell'anno seguente è stato ufficializzato il suo ingresso in qualità di membro permanente, registrando gli album Korn III: Remember Who You Are, The Path of Totality, The Paradigm Shift, The Serenity of Suffering, The Nothing e Requiem.

## Discografia

### Con i Medicine Wheel
- 1994 – First Things First
- 1996 – Immoral Fabric
- 1999 – Small Talk

### Con Tracy G
- 1999 – Driven
- 2001 – Katt Gutt
- 2002 – Deviating From the Setlist
- 2005 – Goad-ed (con i Goad-ed)
- 2008 – To Die Is Gain (con i Goad-ed)
- 2017 – Tramp (con la The Tracy G Group)

### Con i Korn
- 2010 – Korn III: Remember Who You Are
- 2011 – The Path of Totality
- 2012 – The Path of Totality Tour: Live at the Hollywood Palladium
- 2013 – The Paradigm Shift
- 2016 – The Serenity of Suffering
- 2019 – The Nothing
- 2022 – Requiem
- 2023 – Requiem Mass

### Con i KXM
- 2014 – KXM
- 2017 – Scatterbrain
- 2019 – Circle of Dolls

### Collaborazioni
- 1990 – 9.0 – Too Far Gone
- 1992 – Darren Housholder – Darren Housholder
- 1993 – Darren Housholder – Generator Man
- 1993 – Tony Fredianelli - Breakneck Speed
- 1993 – Toby Knapp - Guitar Distortion
- 1994 – Howling Iguanas - Howling Iguanas
- 1994 – World in Pain - World in Pain (demo)
- 1995 – Darren Housholder – Symphonic Aggression
- 1995 – AA.VV – Jeffology - A Guitar Chronicle (in Rice Pudding)
- 1998 – David Lee Roth – DLR Band
- 1999 – Mike Hartman – Black Glue (in Black Glue, Pooh's Day Off e Southern Romp)
- 2001 – AA.VV – Warmth in the Wilderness: A Tribute to Jason Becker (in Little Ain't Enough, It's Showtime e Drop in the Bucket con David Lee Roth)
- 2001 – Zac Maloy – Life
- 2002 – Honky MoFo – Honky MoFo
- 2003 – Marc Ferrari – Lights, Camera, Action
- 2003 – David Lee Roth – Diamond Dave
- 2004 – The Hideous Sun Demons - The Hideous Sun Demons
- 2005 – Billy Sheehan – Cosmic Troubadour
- 2005 – B.K. Diaz – The Pursuit of Happiness
- 2006 – Army of Anyone - Army of Anyone
- 2007 – Dug Pinnick – Strum Sum Up (in Hostile World)
- 2008 – AA.VV – Repo! The Genetic Opera Official Soundtrack
- 2008 – Billy Sheehan – Holy Cow!
- 2009 – Ripper Owens – Play My Game (in Pick Yourself Up)
- 2009 – Cycle of Pain – Cycle of Pain
- 2009 – AA.VV – A Song for Chi (singolo)
- 2009 – AA.VV – We Wish You a Metal Xmas and a Headbanging New Year (in We Wish You a Merry Xmas e Silver Bells)
- 2015 – AA.VV – Randy Rhoads Remembered Volume 1 (in No Bone Movies)
- 2015 – Madame Mayhem – Now You Know
- 2017 – Fieldy – Bassically (in Bass O Rama, Step Right Up, Basque K Cinco, Zibba Zibop e Mr. Bassmen)
- 2018 – AA.VV - Deep Cuts & Rarities (in Free Ride con i Roxanne)
- 2018 – Jonathan Davis – Black Labyrinth
- 2019 – Mark Morton – Anesthetic (in Save Defiance e Imaginary Days)
- 2019 – Phil Campbell – Old Lions Still Roar (in Walk The Talk)